# Gaucho (insecticida)
Gaucho es la marca comercial de un insecticida (1-(6-cloro 6-4-piridinil-metil)-N-nitroimidazolidin-2-ilideneamina) del grupo químico de la nitroguanidina, producido por la empresa Bayer. Es un insecticida que se aplica a las semillas y tiene acción sistémica, es decir, la semilla tratada con el tóxico traslada mediante la savia el principio activo al resto de la planta quien la describe con las siguientes características. El nombre comercial del principio activo es Imidacloprid. De acuerdo con la clasificación toxicológica, pertenece a la categoría II (moderadamente peligroso).

## Características
El Gaucho se utiliza para combatir insectos de suelo, pulgones y trips y repeler hormigas. Según su fabricante, posee un excelente efecto sistémico y un prolongado efecto residual, no afectando la capacidad germinativa de la semilla. Informa también el fabricante que posee baja toxicidad en humanos.
El insecticida se aplica a la semilla por medio de tambores rotativos o máquinas mezcladoras de hormigón.

## Prohibiciones
El 24 de febrero de 2004 Francia prohibió la utilización de insecticidas que contengan fripronil e imidacloprid como drogas de base, en el tratamiento de semillas, para uso agrícola o de huerta. Esta prohibición, decretada por medida cautelar judicial contra Bayer CropScience Francia y su director Franck Garnier, fue instada por asociaciones de apicultores que vieron morir a sus colmenas en anteriores cosechas, y organizaciones ecologistas.
En Argentina, donde las siembras de maíz, girasol y soja se incrementaron significativamente, los insecticidas de acción sistémica se emplean cada vez más para controlar los gusanos blancos del suelo, que proliferaron por el sistema de siembra directa masivamente utilizado en el país. Los apicultores que llevaron sus colmenas a campos de girasol observaron grandes niveles de mortandad debido al insecticida. En la Provincia de Córdoba se presentó un proyecto de ley prohibiendo el uso de estos insecticidas. El proyecto no fue aprobado, sino convertido en una declaración del 8 de septiembre de 2004 instando al Servicio Nacional de Sanidad y Calidad Agroalimentaria (Senasa) para que se expida sobre la suspensión o prohibición del uso y comercialización de los insecticidas curasemilla que incluyan fipronil o imidacloprid.